# 費里·宋尼維爾
費迪南德·亞歷山大·「費里」·宋尼維爾（英語：Ferdinand Alexander "Ferry" Sonneville，1931年1月3日—2003年11月20日），印尼前男子羽球運動員，以撲球、穩定、戰術敏銳和冷靜而聞名。
費里·宋尼維爾在1950年代中期到1960年代初期，贏得了無數國際單打冠軍。他幫助印尼在1958年、1961年和1964年連續三屆贏得湯姆斯盃冠軍，因而稱霸球壇。1967年在雅加達舉行的湯姆斯盃決賽中，年紀已長的他輸掉兩場單打比賽，被同胞們賞以噓聲。
在結束球員生涯後，他當選為國際羽毛球聯合會（現為世界羽毛球聯合會）主席和印尼羽球協會（PBSI）主席。